# 제12회 청룡영화상
제12회 청룡영화상은 1991년 12월 26일에 열린 시상식이다.

## 수상 및 후보

### 최우수 작품상
- 사의 찬미 - 극동스크린 수상

### 감독상
- 개벽 - 임권택 수상

### 남우주연상
- 사의 찬미 - 임성민 수상

### 여우주연상
- 사의 찬미 - 장미희 수상

### 남우조연상
- 사의 찬미 - 이경영 수상

### 여우조연상
- 은마는 오지 않는다 - 김보연 수상

### 신인남우상
- 산산이 부서진 이름이여 - 최진영 수상

### 신인여우상
- 산산이 부서진 이름이여 - 김금용 수상

### 신인감독상
- 나의 사랑 나의 신부 - 이명세 수상

### 촬영상
- 개벽 - 정일성 수상

### 각본상
- 수잔 브링크의 아리랑 - 유우제·장길수 수상

### 인기스타상
- 최민수 수상
- 최진실 수상
- 이혜숙 수상
- 박상민 수상

### 한국영화 최다관객상
- 장군의 아들

### 외국영화상
- 늑대와 춤을